# Vágegyháza
Vágegyháza (1899-ig Kosztolna, szlovákul Kostolná) Vágegyháza-Alsózáros településrésze, egykor önálló falu Szlovákiában, a Trencséni kerületben, a Trencséni járásban.

## Fekvése
Trencséntől 4 km-re délnyugatra fekszik.

## Története
Területén a késő bronzkorban a lausitzi kultúra települése állt.
Vágegyháza első írásos említése 1318-ban "Dregma" alakban történt. 1321-ben "Drethma", 1397-ben "Driethma", 1409-ben "Driethoma", 1598-ban "Koztolna Drietoma" alakban szerepel a korabeli forrásokban. A nyitrai püspökség faluja volt, ahol a püspöknek kastélya is állt. 1598-ban malma és 21 háza volt. 1720-ban 6 volt az adózók száma. 1784-ben 18 házában 24 családban 134 lakos élt. 1828-ban 22 háza és 219 lakosa volt. Lakói mezőgazdasággal, szövéssel, késkészítéssel, szeszfőzéssel foglalkoztak. 1848. október 28-án határában ütköztek meg a honvédek Balthasar Simunich császári tábornok csapataival. Tejszövetkezetét 1902-ben alapították. Lakói később a mezőgazdaság és állattartás mellett háziiparral foglalkoztak.
Vályi András szerint " KOSZTOLNA. Tót falu Trentsén Várm. földes Ura a Nyitrai Püspökség, lakosai katolikusok, fekszik Drietomának szomszédságában, mellynek filiája, határja termékeny, legelője elég, piatza közel."
Fényes Elek szerint " Kosztolna, (Drietoma), Trencsén m. tót falu, a Vágh jobb partján, Trencsénhez 3/4 órányira: 166 kath., 10 zsidó lak. Van egy savanyuviz-forrása, melly mindenben a chocholnaihoz hasonlít, vendégfogadója és serfőző-háza; az uraság számos teheneket is tart. F. u. a nyitrai püspök."
1910-ben 184, túlnyomórészt szlovák lakosa volt. A trianoni békeszerződésig Trencsén vármegye Trencséni járásához tartozott.
2001-ben Vágegyháza – Alsózáros 351 lakosából 342 szlovák volt.

## Nevezetességei
- Vágegyháza Szent Kozma és Damján tiszteletére szentelt római katolikus temploma 1735-ben épült a korábbi templom helyén. A 19. század elején  bővítették és klasszicista stílusban építették át.

## Külső hivatkozások
- Vágegyháza-Alsózáros hivatalos oldala
- Községinfó
- A község Szlovákia térképén